# Nordals, Sundals och Valbo domsaga
Nordals, Sundals och Valbo domsaga (även benämnd Södra Dalslands domsaga) var mellan 1770 och 1969 en domsaga i Älvsborgs län som omfattade Nordals härad, Sundals härad och Valbo härad. Domsagan föregicks av Tössbo, Vedbo, Nordals, Sundals och Valbo häraders domsaga.
1970 uppgick domsagan i Vänersborgs domsaga som året efter ombildades till Vänersborgs tingsrätt.

## Tingslag
- Nordals tingslag till 1910
- Sundals tingslag till 1910
- Nordals och Sundals tingslag från 1910 till 1948
- Valbo tingslag till 1948
- Nordals, Sundals och Valbo tingslag från 1948

## Häradshövdingar
- 1770–1807 Johan Fredrik Flach
- 1807–1826 Fredrik Ferdinand Flach
- 1827–1838 Claes Ulrik Nerman
- 1839–1875 Gustaf Adolf Montén
- 1875–1904 Carl Johan Gottfried Richter
- 1904–1930 Kristian Hugo von Sydow
- 1931–1949 Johan Hjalmar Torell
- 1949–1956 Ernst Aderlund
- 1957–1970 Curt Wilhelm Mellander